# Església de Montserrat (Manresa)
L'Església de Montserrat és una obra del municipi de Manresa (Bages) protegida com a bé cultural d'interès local.

## Descripció
És una església de planta rectangular adossada amb dues façanes fent cantonada. Presenta una nau coberta amb volta dividida per quatre arcs torals, amb sagristia i cambril situats darrere el baptisteri. Façanes: la principal està ordenada simètricament amb el portal d'accés de mig punt, amb arquivoltes, l'última de les quals s'enllaça amb la línia d'imposta. A sobre del portal, un rosetó. Capcer coronat amb cornisa i arcs cecs. La façana lateral presenta una sèrie d'obertures que no segueixen un ritme unitari i també apareix un tros d'arqueria cega en un tram.

## Història
El 1887 es va començar l'obra, que es beneí el 1906. El 1909 es cremà durant la Setmana Tràgica i després es va refer de nou. El cambril es construí el 1932.